# Prangins
Prangins je obec na jihozápadě Švýcarska v kantonu Vaud. Leží na břehu Ženevského jezera. Žije zde přibližně 4 000 obyvatel.

## Geografie
Obec Prangins leží v nadmořské výšce 414 m, vzdušnou čarou 1,5 km severovýchodně od okresního města Nyon. Obec se nachází na terase v rovině mezi Ženevským jezerem a Jurou, asi 40 výškových metrů nad hladinou jezera.
Území obce o rozloze 6,1 km² zahrnuje část na severozápadním břehu Ženevského jezera. Území obce se táhne od břehu jezera přes rovinaté pobřeží až k terase Prangins. Nejvyšší bod obce se nachází na úpatí kopce Duillier v nadmořské výšce 432 metrů. Severovýchodní hranici území tvoří klikatý tok řeky Promenthouse, která se vlévá do Ženevského jezera rozsáhlým náplavovým kuželem; hlavní část této delty patří k Prangins. V roce 1997 bylo 28 % rozlohy obce pokryto zastavěnou plochou, 13 % lesy a lesními porosty, 58 % zemědělstvím a necelé 1 % neproduktivní půdou.
K obci Prangins patří osada Bénex (424 m n. m.), bývalá vesnice na severovýchodním okraji obce, a vesnice Promenthoux (374 m n. m.) na náplavovém kuželu západně od ústí Promenthouse. Sousedními obcemi Prangins jsou Nyon, Duillier, Coinsins, Vich a Gland.

## Historie

Letecký pohled (1964)

Pobřeží jezera u Prangins bylo osídleno již v neolitu. První písemná zmínka o obci pochází z roku 1140 a nese název Prengiaco. Později se objevily názvy Preingins (1142), Prengiens (1154), Prengins (1164), Perengins a Pringins (1172) a Pringens (1177). Místní jméno je pravděpodobně odvozeno od osobního jména Perenger a znamená „u lidí z Perengeru“.
Ve středověku, od 11. do 13. století, byl Prangins sídlem významného panství, které se rozkládalo od oblasti Pays de Gex až po Mont-sur-Rolle. V roce 1293 přešlo toto panství na savojský rod a od té doby několikrát změnilo majitele, přičemž původní území se značně zmenšilo. Po dobytí Vaudu Bernem v roce 1536 přešel Prangins pod správu nyonského hofmistrovství. Po pádu Staré konfederace patřila obec v letech 1798–1803 v období Helvétské republiky ke kantonu Léman, který byl poté po vstupu v platnost Ústavy o zprostředkování sloučen s kantonem Vaud. V roce 1798 byla přiřazena k okresu Nyon. V Prangins žil nějakou dobu po svém vyhnanství poslední rakouský císař Karel I.

## Obyvatelstvo
| Rok            | 1850 | 1880 | 1900 | 1910 | 1930 | 1950 | 1960 | 1970 | 1980 | 1990 | 2000 |
| Počet obyvatel | 440  | 671  | 754  | 715  | 853  | 858  | 1123 | 1466 | 2028 | 2559 | 3133 |

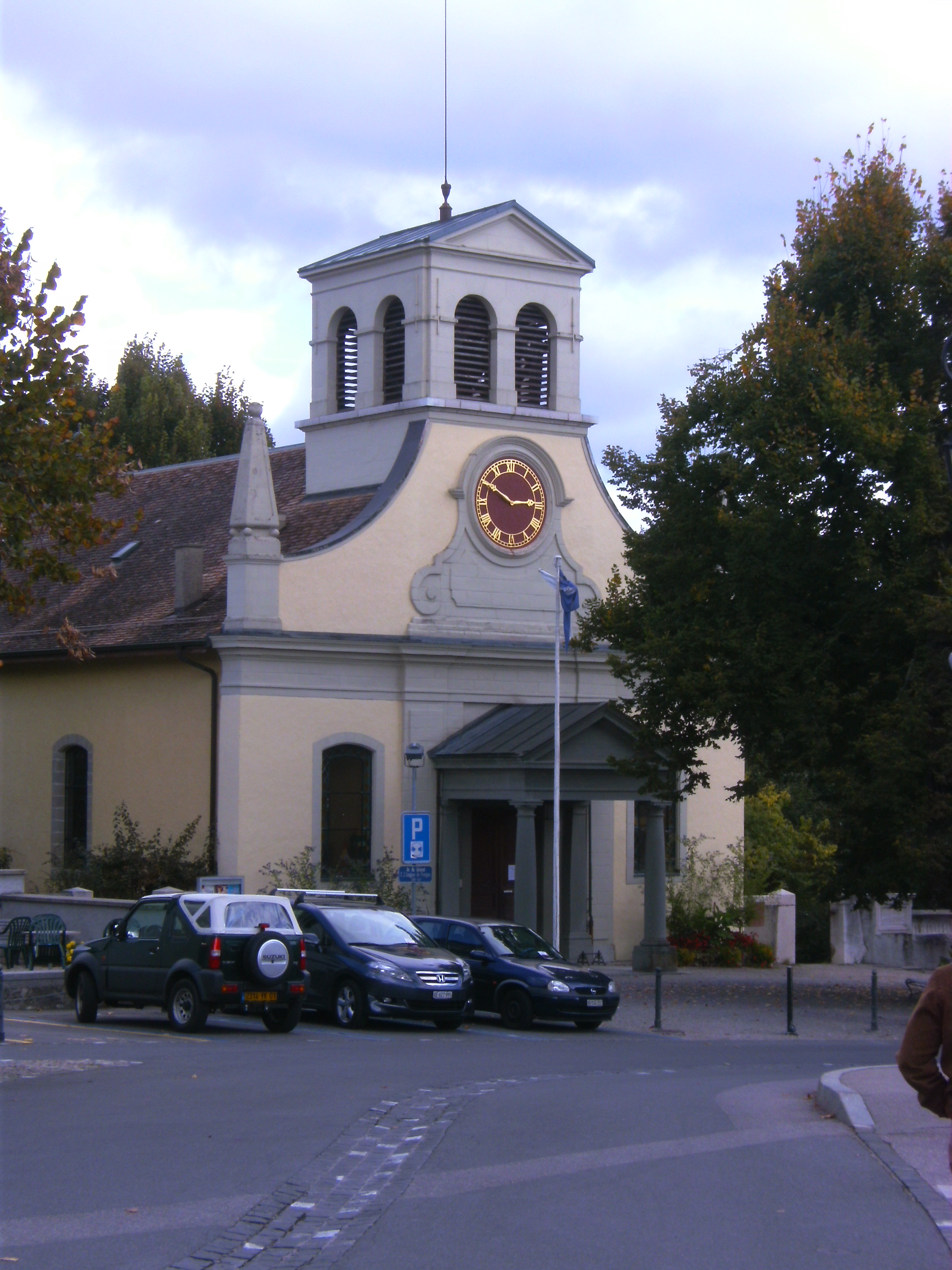
Kostel

Z celkového počtu obyvatel je 77,9 % francouzsky mluvících, 7,9 % německy mluvících a 5,9 % anglicky mluvících (stav v roce 2000). Zástavba obce Prangins díky intenzivní výstavbě koncem 20. století plynule splynula s městem Nyon.

## Hospodářství
Až do 20. století byla obec Prangins charakteristická především zemědělstvím. I v 21. století hraje zemědělství roli jako zdroj příjmů a díky úrodné půdě se zaměřuje na ornou půdu, vinařství se pěstuje jen na velmi malé ploše. Další pracovní místa se nacházejí v chemickém průmyslu, obchodu a službách. V posledních desetiletích se obec rozvinula v rezidenční obec. Většinu pracovní síly tvoří lidé dojíždějící za prací především do Nyonu a Ženevy.

## Doprava
Obec má dobré dopravní spojení. Centrum obce se nachází mezi hlavní silnicí č. 1 ze Ženevy podél Ženevského jezera do Lausanne a silnicí z Nyonu do oblasti Vaud Côte. Dálniční křižovatky Nyon a Gland na dálnici A1 (Ženeva–Lausanne) jsou vzdáleny asi 4 km od centra obce. Dne 14. dubna 1858 byl otevřen úsek Morges–Coppet trati SBB Lausanne–Ženeva se zastávkou v Prangins. Stanice však dnes již není obsluhována. Napojení na síť veřejné dopravy tak zajišťuje síť městských autobusů v Nyonu, zajíždějících do obce. Severovýchodně od Prangins se nachází malé letiště La Côte.